# Saint-Julien-les-Rosiers
Saint-Julien-les-Rosiers là một xã ở tỉnh Gard. Xã này có diện tích 14,01 km², dân số năm 1999 là 2444 người. Khu vực này có độ cao trung bình 210 mét trên mực nước biển.